# 18e bataillon de chasseurs à pied
Le 18e bataillon de chasseurs à pied (18e BCP) est une unité militaire dissoute de l'infanterie française (chasseurs à pied et alpins) créé sous le Second Empire.

## Création et différentes dénominations
- 1854 : création du 18e bataillon de chasseurs à pied (18e BCP)
- 1927 : devient le 18e bataillon de chasseurs alpins (18e BCA)
- 1940 : dissolution du 18e BCA
- 1940 : nouvelle création du 18e BCA dans l’armée de Vichy
- 1940 : devient le 20e BCA
- 1944 : nouvelle création du 18e BCA
- 1945 : devient le 20e BCA
- 1951 : création du 18e bataillon de chasseurs à pied
- 1959 : devient le centre d’instruction du 18e BCP
- 1962 : dissolution du bataillon

## Historique des garnisons, campagnes et batailles

### Second Empire
Il participe à la Guerre d'indépendance italienne en 1859. En 1862, il quitte son dépôt de Strasbourg pour participer à la campagne du Mexique. Il est rattaché à la brigade de cavalerie du général de Mirandol,.

### De 1871 à 1914

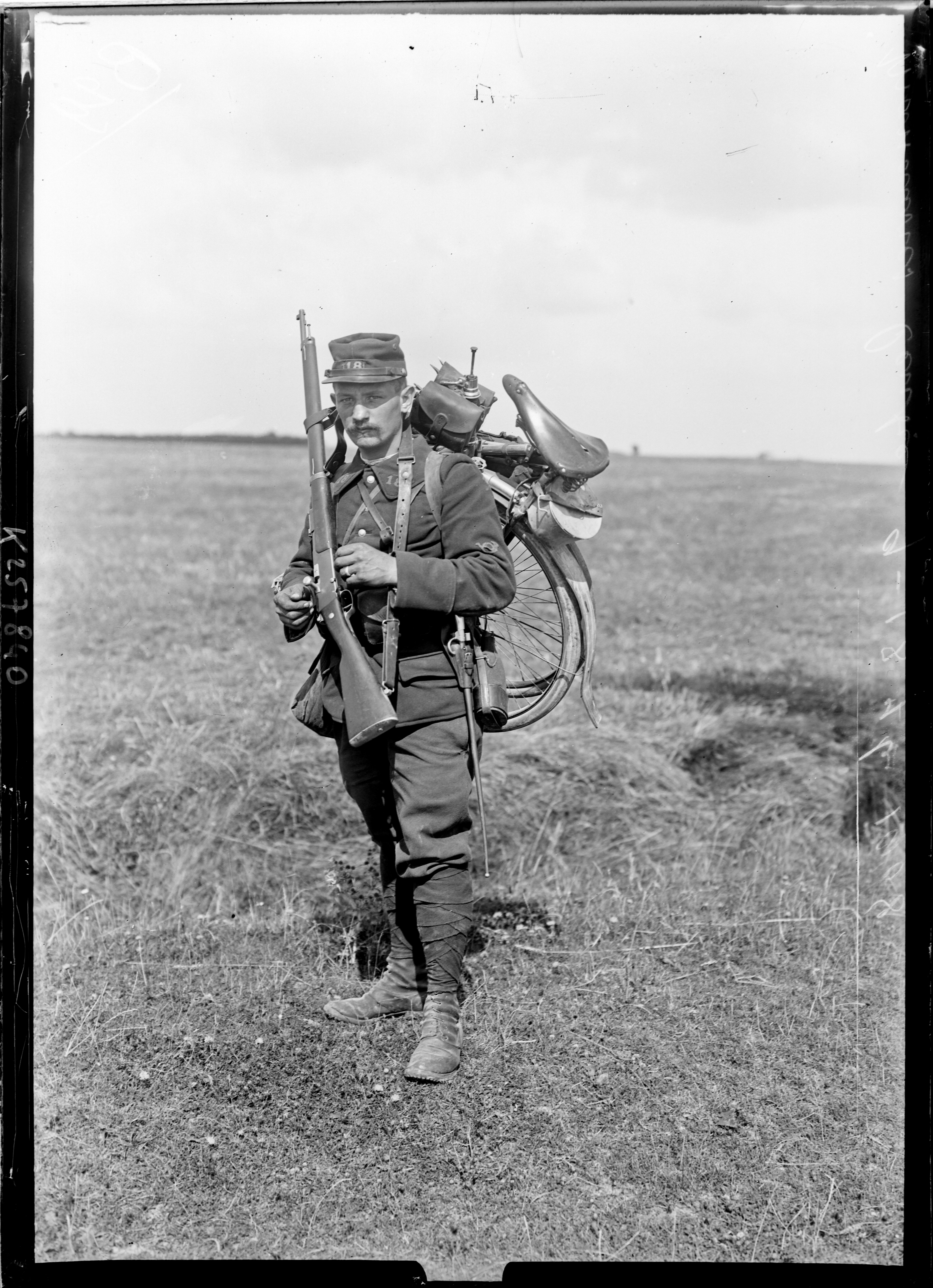
Chasseur-cycliste du en 1908.

Durant la Commune de Paris en 1871, le régiment participe, avec la brigade Lecomte de l'armée versaillaise, à la semaine sanglante.
Il tient garnison ensuite à Romorantin et en 1890 son P.C. est à Tours.
En 1901, il prend part aux Grandes manœuvres de l'Est (10-22 septembre, de Vouziers à Reims) qui se déroulent sous le commandement du général Brugère et se placent dans le cadre de l'alliance franco-russe. Elles s'achèvent par la Revue de Reims ou de Bétheny (21 septembre), défilé final de 120 000 hommes dans les plaines de Bétheny, à la périphérie de Reims, en présence du tsar Nicolas II, de son épouse et du président de la République Émile Loubet.

### Première Guerre mondiale

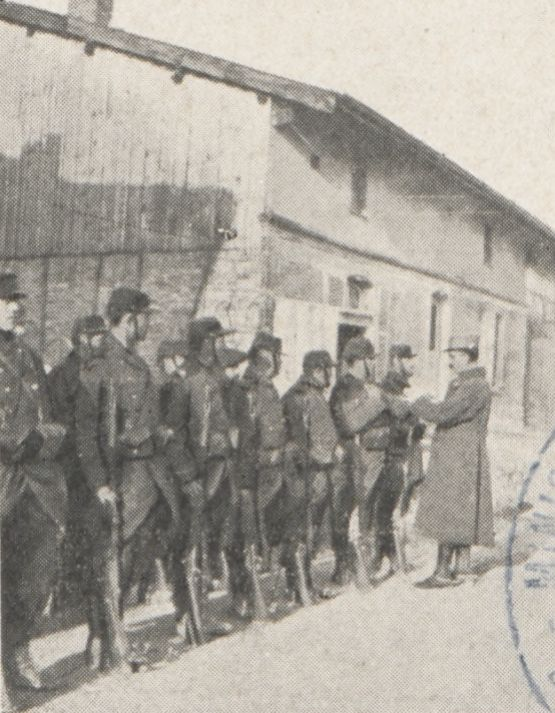
Chasseurs du passés en revue par leur commandant, début 1915.

À la mobilisation, le bataillon a pour garnison Longuyon, il est intégré à la 87e brigade au sein de la 4e division d'infanterie du 2e corps d'armée. Il appartient à la 4e division d'infanterie tout au long du conflit.
En 1914, il est en opération dans le secteur des Ardennes, participe à la Bataille de la Marneet en septembre 1914 - février 1915, il est présent dans le secteur de l'Argonne.
En mars 1915, il participe à la bataille de Champagne, entre avril et octobre, et combat dans secteur de la Woëvre, où il reste jusqu'en 1916. En octobre, participe à la seconde bataille de Champagne.

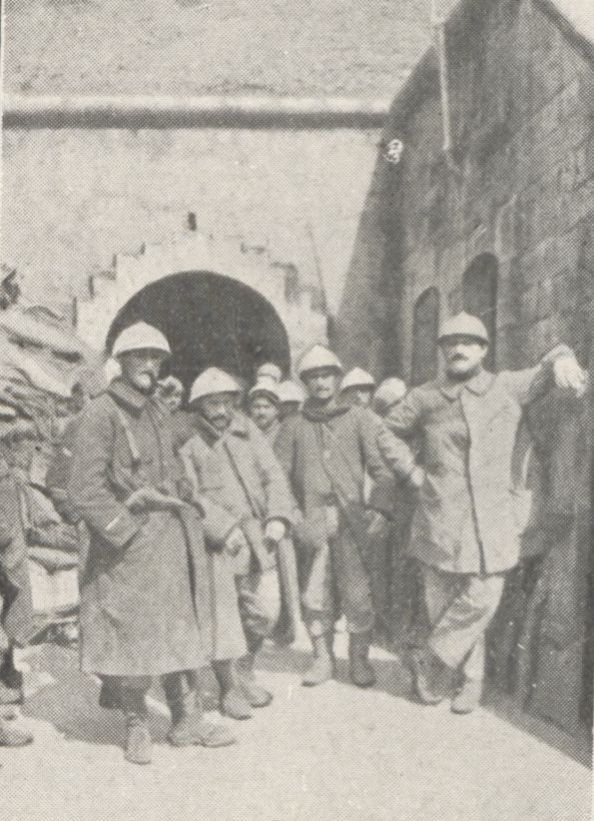
Soldats du devant Douaumont, avril 1916.

En avril 1916, c'est la bataille de Verdun. En mai-juin, il est affecté au GQG à Chantilly et en juillet - août, il participe à la bataille de la Somme.
Entre janvier et mars 1917, le régiment combat en Lorraine puis à partir d'avril dans l'Aisne, de juillet à Verdun puis en août à Saint-Mihiel.

Au début de l'année 1918, le régiment est toujours présent au combat en mars dans le secteur de Verdun, en mai dans le secteur du Chemin des Dames. En juillet, il participe à l'offensive de la Marne et à partir de septembre combat en Champagne.

### Entre-deux-guerres

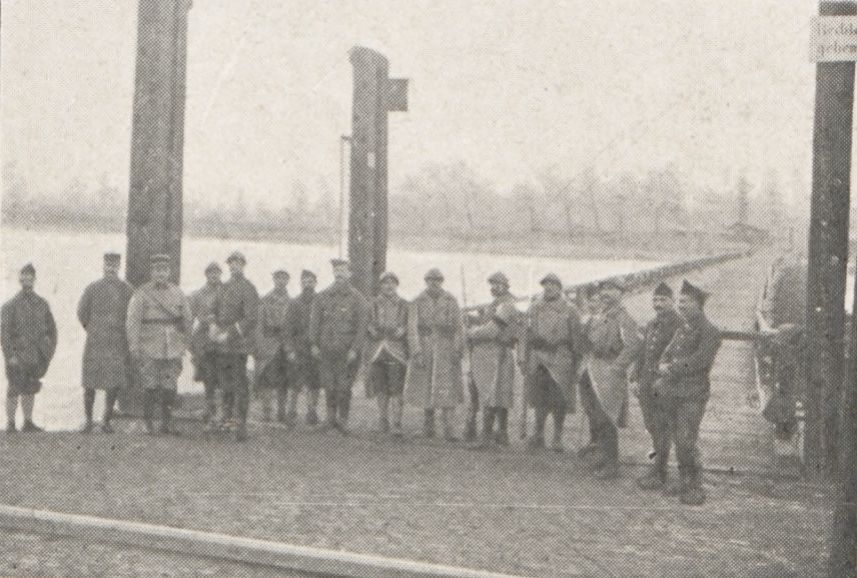
Soldats du sur le Rhin (Germersheim), décembre 1919.

En 1920, il est en garnison à Sarrebruck. La 2e demi-brigade de chasseurs, dont fait partie le 18e BCP avec le 9e et le 20e BCP, est chargée du maintien de l'ordre dans le territoire du bassin de la Sarre.
En 1926, il quitte la Sarre et s'installe à Grasse comme 18e bataillon de chasseurs alpins.

### Seconde Guerre mondiale
À la mobilisation de 1939, les éléments d'active du bataillon sont renforcés par les réservistes et le bataillon quitte Grasse le 2 septembre 1939. Il intègre la 22e demi-brigade de chasseurs alpins, avec le 23e et le 60e BCA, demi-brigade intrégrée à la 30e division d'infanterie alpine. Il fait route vers la Lorraine (Rohrbach) puis l'Aisne (Presles-et-Thierny) tandis que la SES reste dans les Alpes.
En 1940, il stationne dans les Vosges (Vilgotheim, Vickersheim, Herrenkopf, Niederbronn, Reichshoffen, sommet du Maimont, Lixheim, Mososux[Quoi ?], Le Roulier, Fays). Le 19 juin 1940, le bataillon est encerclé par les troupes allemandes à Cheniménil (Vosges), où il était arrivé à 14h. Il décroche de Cheniménil vers 21h. Le bataillon est dissous après l'armistice.
Recréé en 1944, il devient 20e BCA en janvier 1945.

### De 1945 à aujourd'hui
Création du C.I (Centre d'Instruction) du 18°BCP à Tours en mai 1959. Dissous en 1962.
Le 18e BPC basé à Tours, caserne Baraguey d'hilliers, fut l'un des quatre centres d'instruction de l'infanterie réservés aux appelés en provenance du Sud-Ouest durant la guerre en Algérie, les trois autres étant le 57e RI à Bordeaux, le 1er RIMA à Angouleme et le 126e RI de Brive.
Sa dissolution fut décidée dès le cessez-le-feu du 19 mars 1962 et fut effective début mai de la même année après le départ du contingent 62/1A à l'issue de sa formation de quatre mois.

## Traditions

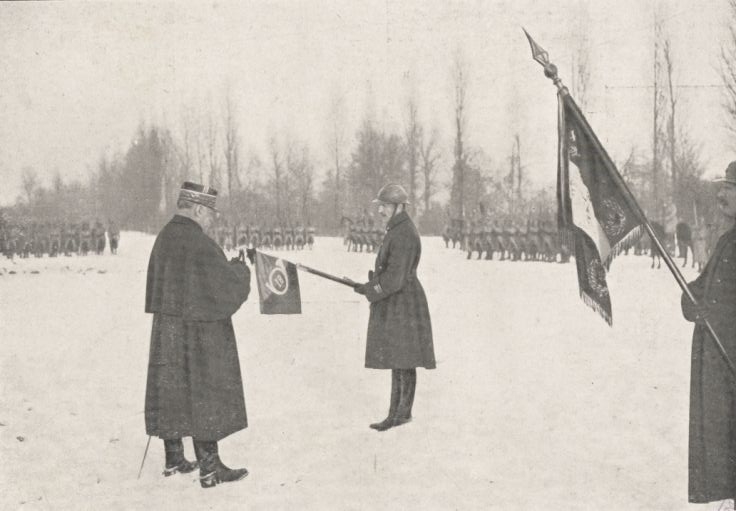
Le fanion du décoré de la croix de guerre à Neubourg, février 1919.

### Drapeau
Comme tous les autres bataillons de chasseurs ou groupes de chasseurs, il ne dispose pas de son propre drapeau. Il n'existe en effet qu'un seul drapeau pour tous les bataillons de chasseurs à pied et alpins, lequel passe d'un bataillon à un autre durant la campagne 1914-1918. En revanche, chaque bataillon possède son propre fanion.

### Décorations
Il est deux fois cité à l'ordre de l'armée pendant la Grande Guerre et a droit au port de la fourragère verte de la croix de guerre 1914-1918, depuis le 27 octobre 1918.

### Refrain
" Encore un Arbi d'enfilé, rompez
Encore un Arbi d'enfilé ! "

## Chefs de corps
- 1854 : commandant de Jouenne d'Escrigny d'Herville
- 1859 : commandant Avril de Lenclos
- ???? : commandant Lamy
- 1864 : commandant Brincourt (remplace Lamy tué devant Puebla)
- 1870 : commandant Rigault
- 1871 : commandant Delavau
- 1879
- 1887 : c : commandant Saglio[10]
- 1902 : commandant Famechon[11]
- 1903 - 1905 : commandant Lorillard[12]
- 1907 - 1910 : commandant de Susbielle[13]
- 1911 - 1912 : commandant Gaucher[14]
- 1912 - août 1914 : commandant Girard[15],[16]
- septembre 1914 - novembre 1914 : commandant Brion[16]
- novembre 1914 - janvier 1915 : commandant Mayer (tué au combat le 27 janvier 1915[16])
- janvier 1915 - mars 1915 : commandant Espinouse (tué au combat le 4 mars 1915[16])
- mars 1915 - octobre 1916 : commandant de Torquat de la Coulerie[16]
- octobre 1916 - 1919 : commandant Vital[16]

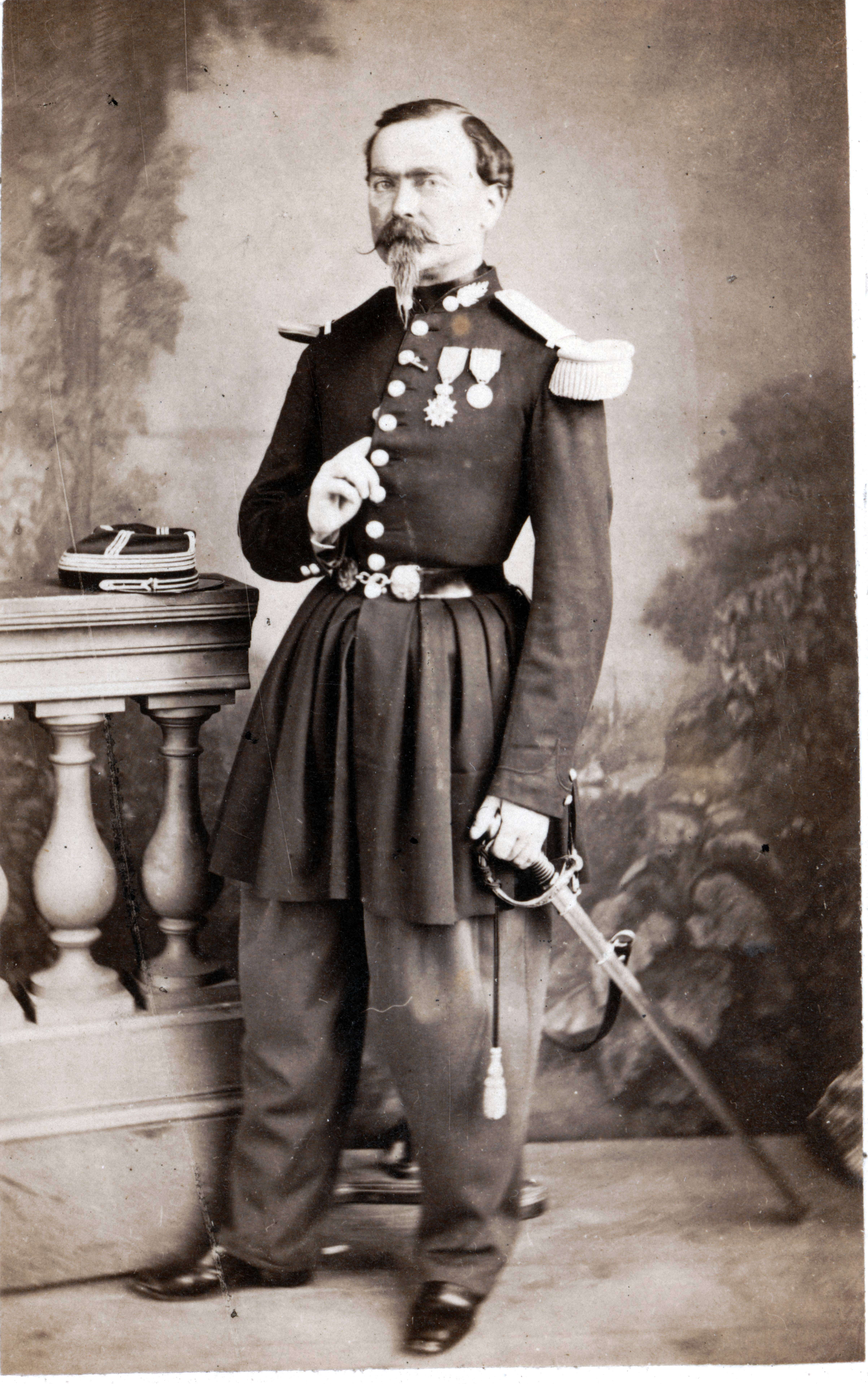
Commandant Lamy, 18e chasseurs, tué devant Puebla, Mexique.
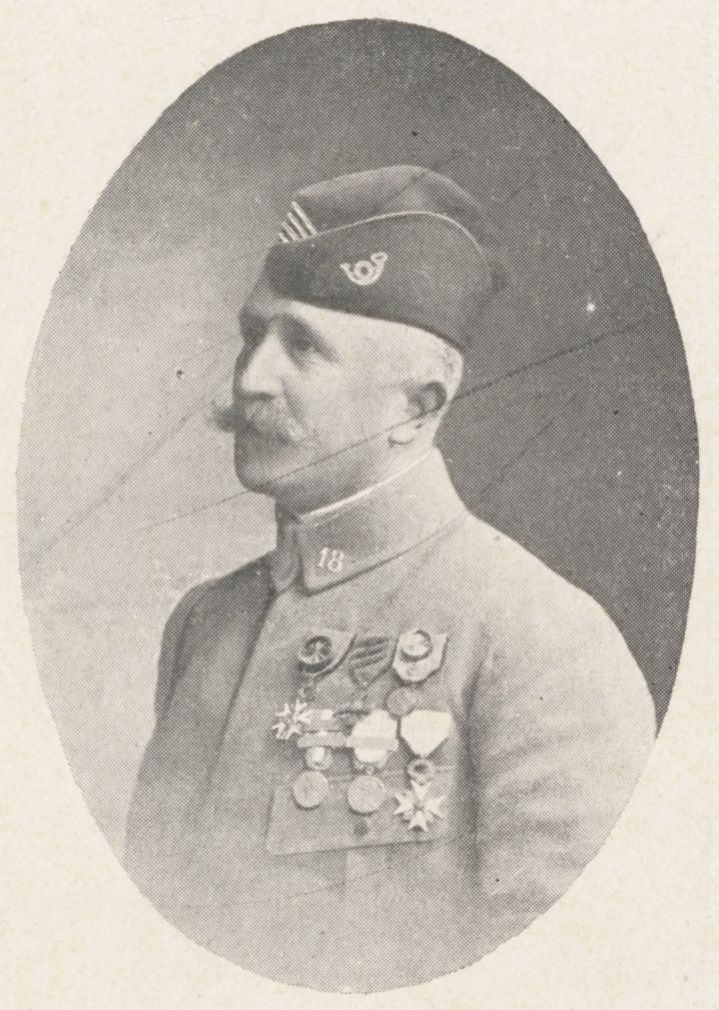
Commandant de Torquat, commandant le 18e chasseurs, en 1916.
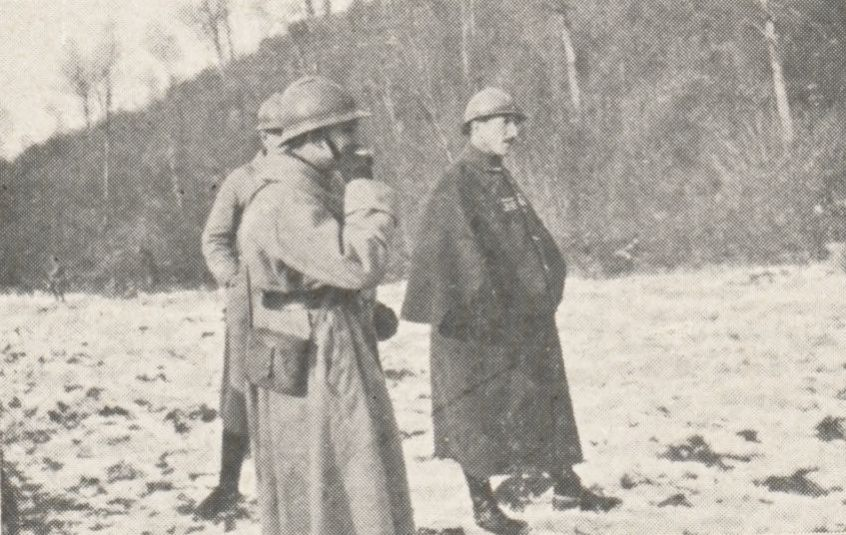
Le commandant Vital et son état-major, janvier 1917

## Personnalités ayant servi au18echasseurs
- Albert Merglen (de), futur général, sous-lieutenant au 18e BCA en 1939-1940[17]

## Sources et bibliographie
- Les chasseurs à pied. Numéro spécial de la revue historique de l'armée, 1966.
- Le 18e bataillon de chasseurs à pied pendant la campagne 1914-1918, Nancy, Berger-Levrault, 62 p., lire en ligne sur Gallica.